# Crotalus pusillus
Crotalus pusillus är en ormart som beskrevs av Klauber 1952. Crotalus pusillus ingår i släktet skallerormar, och familjen huggormar. IUCN kategoriserar arten globalt som starkt hotad. Inga underarter finns listade i Catalogue of Life.
Arten förekommer i västra Mexiko i delstaterna Michoacan, Jalisco och Colima. Den lever i steniga områden av vulkaniskt ursprung som är täckta av blandskogar.